# Fai come me
Fai come me è il quarto singolo della cantante italiana Irene Grandi, pubblicato nel settembre del 1996.

## La canzone
Composta dalla Grandi con Lorenzo Ternelli, il brano è stato utilizzato anche nella colonna sonora del film Il barbiere di Rio di Giovanni Veronesi, in cui la cantante interpretava anche un piccolo ruolo.
Il singolo contiene la B-side Stubi dubi a, composta dalla Grandi.

## Tracce
1. Fai come me
2. Stubi dubi a
3. Fai come me (Pulp version)

## Classifiche
| Classifica (1996) | Posizione massima |
| ----------------- | ----------------- |
| Italia            | 19                |